# Atrilinea roulei
Atrilinea roulei är en fiskart som först beskrevs av Wu, 1931.  Atrilinea roulei ingår i släktet Atrilinea och familjen karpfiskar. IUCN kategoriserar arten globalt som livskraftig. Inga underarter finns listade.